# OK牧場の決斗
『OK牧場の決斗』（オーケーぼくじょうのけっとう、Gunfight at the O.K. Corral）は、1957年のアメリカ合衆国の西部劇映画。パラマウント映画製作・配給。1881年にアリゾナ準州トゥームストーンで実際に起こった銃撃戦（いわゆる「OK牧場の決闘」）を題材とした数々の西部劇映画のうちで最も有名といえる作品である。
監督はジョン・スタージェス。バート・ランカスターが伝説的保安官のワイアット・アープを、カーク・ダグラスが賭博師ドク・ホリデイを演じ、音楽はディミトリ・ティオムキンで主題歌をフランキー・レーンが唄っている。

## 映画の題名
「OK牧場の決闘」は史実の事件名としても使われる呼称であるが、正確には「OK牧場」は一般的な意味での牧場ではなく単なる家畜の囲い場である。詳しくはOK牧場の決闘の項を参照のこと。

## 登場人物
ワイアット・アープ
ドッジシティの保安官。裁判官も務める。昔は荒くれだったため敵が多く、保安官でありながら首に金を掛けられ、狙っている者もいる。本人曰く、他人の世話になるのが大嫌い。
フォート・グリフィンの町民にリンチにかけられようとしていた札付きの人殺し・ドクを、保安官という立場上助ける。その後ドクは「借りを返す」としてワイアットの窮地を救い、犯罪者と保安官という立場でありながら互いの信頼関係を芽生えさせていく。そんな中、同じく保安官を務める兄からの要請を受け、クラントン兄弟の取り締まりのためにトゥームストンへ向かう。
ドク・ホリデイ
元は名家出身の歯科医だったが、現在はギャンブラーに落ちぶれ、殺人も犯して数々の町を追い出されてきた嫌われ者の男。早撃ちとナイフ投げの達人。飄々とした性格ながら義理堅い一面を持ち、特に親の事は尊敬している。両親の写真を入れた懐中時計を持っている他、ケイトが自分のことで親の事も悪く言った際にはナイフを投げて脅したことがある。「自分以上の早撃ちに撃たれて死にたい」と口にするが、肺を病んでいる。
ワイアットとは立場上は敵対しているが、互いに認め合う奇妙な友情関係を持ち始め、ケイトを巡って因縁の出来たリンゴがクラントン兄弟に加担したこともあってワイアットと共にトゥームストンへ向かう。ちなみに10年前に歯科医としてワイアットを治療したことがあり、ワイアットがいうには腕も良かった。
ケイト・フィッシャー
ドクの恋人。情婦。ドクとは気性の荒い者同士で喧嘩をすることもあるが、献身的な気持ちは抱いており、危ないことをしようとした際には真剣に止めることも多々ある。ドクに冷たくされ、気を引くためにリンゴと付き合う。
ローラ・デンボー
ドッジシティに流れ着いた女賭博師。町の風紀を乱したとしてワイアットに逮捕されるも、ワイアットは彼女に心惹かれる。
アイク・クラントン
トゥームストンのカウボーイでクラントン3兄弟の長男。メキシコで盗んだ牛を売りさばこうとしている。因縁の相手であるアープ兄弟を始末すべく、OK牧場での決闘を申し込んだ。
ビリー・クラントン
クラントン兄弟の末弟。母親思いで心根の優しい青年だが、ならず者だった亡父や兄たちに影響される形で悪事に加わる。
ジョニー・リンゴ
ケイトの客の1人。ケイトには愛情があり、ドクに対抗意識を燃やして挑発する。傲慢な一面もあるが、ドクと決闘をする際に銃を持っていなかったドクに銃を渡して勝負しようとするなど、正々堂々とした一面も持っている。なお、ジョニー・リンゴは史実としての「OK牧場の決闘」には加わってはいない。拠ってこの戦いで亡くなってもいない。
マクローリー兄弟
トムとフランク。クライトン兄弟側についた。
コットン・ウィルソン
郡の保安官。公僕一筋25年間の職歴を持つベテラン。若い頃はかなりのガンマンだったようで、10年前にオクラホマシティの酒場で名だたる早撃ち三人を倒した実力者だったというが、年を経るにつれ割に合わない仕事だと思うようになり、現在は悪党と取引して怠惰な生活を送っている。
チャーリー・バセット
保安官助手。ワイアットの部下。
ヴァージル・アープ、モーガン・アープ、ジェームズ・アープ
ワイアットの兄弟。保安官。トゥームストンの保安官を務める長兄ヴァージルとクラントン兄弟との確執が激化したため、兄弟でトゥームストンに集まった。
エド・ベイリー
フォート・グリフィンでドクを狙った殺し屋。気性の荒い性格。弟がいたが喧嘩でいざこざを起こした。左利きで左のブーツに銃を忍ばせている。酒場でドクを襲撃しようとしたがナイフを投げられて返り討ちにあい、それが致命傷となり絶命する。
シャンハイ・ピアースの一味
酒場を襲撃しに来た荒くれ者のカウボーイたち。ウィチタで銃を振り回し、ワイアットに2、3回張り倒された。多勢の部下がいるにもかかわらず、ワイアットとドクの二人を相手にしたときには途端に弱腰になるなど、根は小心者。

## キャスト
| 役名                 | 俳優                     | 日本語吹替                                | 日本語吹替                                     | 日本語吹替                                 | 日本語吹替                                 |
| 役名                 | 俳優                     | 東京12ch版 （追録部分）                   | 日本テレビ版                                   | テレビ朝日旧版                             | テレビ朝日新版                             |
| -------------------- | ------------------------ | ----------------------------------------- | ---------------------------------------------- | ------------------------------------------ | ------------------------------------------ |
| ワイアット・アープ   | バート・ランカスター     | 久松保夫 （菅生隆之）                     | 青木義朗                                       | 宍戸錠                                     | 瑳川哲朗                                   |
| ドク・ホリデイ       | カーク・ダグラス         | 宮部昭夫 （堀之紀）                       | 中谷一郎                                       | 宮部昭夫                                   | 宮部昭夫                                   |
| ローラ・デンボー     | ロンダ・フレミング       | 武藤礼子 （恒松あゆみ）                   | 水原英子                                       | 武藤礼子                                   | 沢田敏子                                   |
| ケイト・フィッシャー | ジョー・ヴァン・フリート | 京田尚子 （所河ひとみ）                   | 北村昌子                                       | 富田恵子                                   | 富田恵子                                   |
| ジョニー・リンゴ     | ジョン・アイアランド     | 小林清志                                  | 日高晤郎                                       | 寺島幹夫                                   | 麦人                                       |
| チャーリー・バセット | アール・ホリマン         | 佐々木功 （高瀬右光）                     | 荘司肇                                         | 森功至                                     | 大塚芳忠                                   |
| アイク・クラントン   | ライル・ベトガー         | 阪脩                                      | 渡部猛                                         | 島宇志夫                                   | 渡部猛                                     |
| ビリー・クラントン   | デニス・ホッパー         | 井口成人                                  | 東富士郎                                       | 田中秀幸                                   | 堀内賢雄                                   |
| コットン・ウィルソン | フランク・フェイレン     | 上田敏也                                  | 内田稔                                         | 緑川稔                                     | 千葉耕市                                   |
| シャンハイ・ピアース | テッド・デ・コルシア     | 加藤精三                                  | 北山年夫                                       | 田中康郎                                   | 中庸助                                     |
| ジョン・ シャンシー  | ジョージ・マシューズ     | 雨森雅司                                  | 加藤正之                                       | 寺島幹夫                                   | 藤本譲                                     |
| ヴァージル・アープ   | ジョン・ハドソン         | 岡部政明                                  | 嶋俊介                                         | 石森達幸                                   | 嶋俊介                                     |
| モーガン・アープ     | デフォレスト・ケリー     | 飯塚昭三                                  | 筈見純                                         | 徳丸完                                     | 伊井篤史                                   |
| ジェームズ・アープ   | マーティン・ミルナー     | 伊武雅之                                  | 藤井敏夫                                       | 石丸博也                                   | 速水奨                                     |
| エド・ベイリー       | リー・ヴァン・クリーフ   | 岡部政明                                  | 寺島幹夫                                       | 田中康郎                                   | 銀河万丈                                   |
| トム・マクローリー   | ジャック・イーラム       | 村松康雄                                  | 池田勝                                         | 田中康郎                                   | 秋元羊介                                   |
| バット・マスターソン | ケネス・トビー           | （蓮岳大）                                |                                                | 清川元夢                                   | 広瀬正志                                   |
| ベティー・アープ     | ジョーン・カムデン       | 浅井淑子                                  | 辻由美子                                       |                                            | [ 注 2 ]                                   |
| トミー・アープ       | チャールズ・ハーバート   | 西川和孝                                  | 村山塁                                         |                                            | [ 注 2 ]                                   |
| クラントン夫人       | オリーヴ・キャリー       | 赤木葉子                                  | 津田延代                                       | 巴菁子                                     | 島美弥子                                   |
| ケリー市長           | ネルソン・リー           | 寺島幹夫 （蓮岳大）                       | 大久保正信                                     | 大木民夫                                   | 村松康雄                                   |
| リック               | ブライアン・G・ハットン  | 飯塚昭三                                  |                                                |                                            |                                            |
| フランク・ラヴィング | ハリー・メンドーサ       | 村松康雄 （菊池通武）                     |                                                |                                            |                                            |
| 酔っ払いのカウボーイ | ドン・キャッスル         | 加藤正之                                  |                                                | たてかべ和也                               | 島香裕                                     |
| 不明 その他          | N/A                      | 国坂伸 松岡武司 黒部鉄                    | 藤城裕士 仲木隆司                              | 大久保正伸                                 | 小島敏彦 平林尚三                          |
| 日本語版スタッフ     |                          |                                           |                                                |                                            |                                            |
| 演出                 |                          | 小林守夫 （吉田啓介）                     | 加藤敏                                         | 春日正伸                                   | 佐藤敏夫                                   |
| 翻訳                 | 木原たけし（字幕翻訳）   | 木原たけし                                | 木原たけし                                     | 飯嶋永昭                                   | 宇津木道子                                 |
| 効果                 |                          |                                           | TFCグループ                                    |                                            | 遠藤堯雄 桜井俊哉                          |
| 調整                 |                          |                                           |                                                |                                            | 小野敦志                                   |
| 制作                 |                          | 東北新社                                  | 東北新社                                       | 東北新社                                   | 東北新社                                   |
| 解説                 |                          | 南俊子                                    | 水野晴郎                                       | 淀川長治                                   | 淀川長治                                   |
| 初回放送             |                          | 1975年4月3日 『木曜洋画劇場』 21:00-23:25 | 1977年11月2日 『水曜ロードショー』 21:00-23:24 | 1979年12月2日 『日曜洋画劇場』 21:00-22:54 | 1985年5月19日 『日曜洋画劇場』 21:00-22:54 |

※ハピネットから2023年5月10日に発売されたBD「吹替シネマ2023 OK牧場の決斗 日本語吹替音声収録 HDリマスター版」に、東京12ch版、日本テレビ版、テレビ朝日旧版の吹替を収録。東京12ch版はカット部分（約5分）を別の声優で追加収録したものとなっている。日本テレビ版とテレビ朝日旧版のカット部分はオリジナル音声・日本語字幕となる。

## エピソード
- カーク・ダグラス自伝『くず屋の息子』下巻によると（自身は口にしなかったが）ランカスターが出演を承諾したのはあと１本でハル・B・ウォリスとの契約が満了に成るかららしいと記されている
- この映画はヒットしてジョン・スタージェス監督の代表作の一つとも評されたがスタージェス自身は作品の内容に不満で、後に史実に近い形で『墓石と決闘』[注 6]（Hour of the Gun, 1967年）でワイアット・アープとドク・ホリデイの物語を作り直した。それ以外にもOK牧場の決闘を扱った西部劇作品は数多くある。
- アイク・クラントン牧場と家屋セットはディーン・マーティンと ジェリー・ルイス主演の『底抜け西部へ行く』（1956年製作）のプロローグに登場する物と同じである。
- モーガン・アープ役のデフォレスト・ケリーは後に『宇宙大作戦』で同じく「OK牧場の決闘」を題材にしたエピソード「危機一髪!OK牧場の決闘」にも出演した。なお彼が演じるレナード・マッコイの役柄はクラントン一味だった。

## 決斗3部作
この作品に下記の2作品を加えて、ジョン・スタージェス監督の「決斗3部作」と呼ばれている。
- ゴーストタウンの決斗
- ガンヒルの決斗